# Manuel Doblado (Guanajuato)

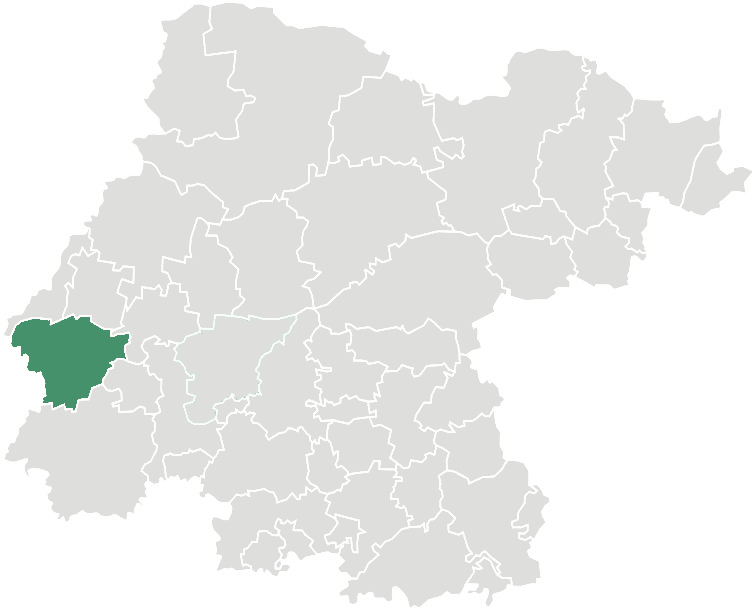

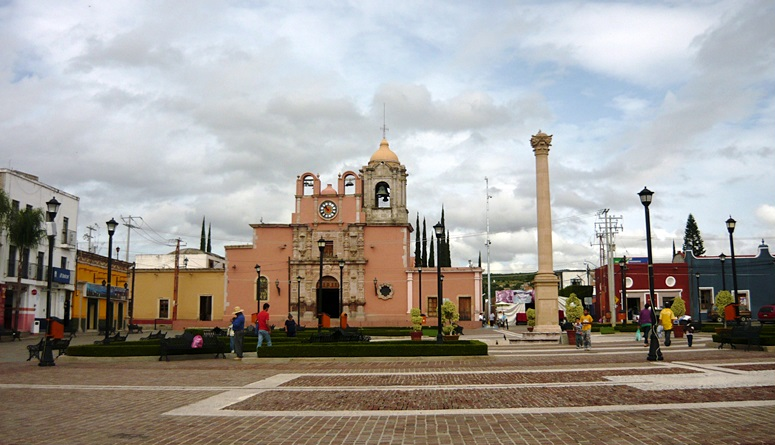

Manuel Doblado (Guanajuato) é um município do estado de Guanajuato, no México.